# (51823) Rickhusband
(51823) Rickhusband ist ein Asteroid des äußeren Hauptgürtels, der am 18. Juli 2001 von der US-amerikanischen Astronomin Eleanor Helin entdeckt wurde, auf Aufnahmen des Projektes Near Earth Asteroid Tracking (NEAT), die mit dem 120-cm-Oschin-Schmidt-Teleskop des Palomar-Observatoriums (IAU-Code 644) in Kalifornien gemacht worden waren.
Rickhusband gehört zur Gantrisch-Familie. Diese Asteroidengruppe wurde früher Lixiaohua-Familie genannt, bis (3330) Gantrisch der Gruppe zugeordnet wurde, der mit seinen über 35 km Durchmesser den 20 km großen (3556) Lixiaohua als größten Vertreter dieser Familie ablöste. Teilweise wird noch die alte Familienbezeichnung verwendet. Es handelt sich um eine Asteroidenfamilie mit über einen langen Zeitraum gesehen relativ chaotischen Bahnparametern, da große Kleinplaneten in der Nähe der Familie (beziehungsweise deren Umlaufbahnen um die Sonne, welche die Bahnen der Familienmitglieder überschneiden) wie zum Beispiel (1) Ceres, (2) Pallas, (4) Vesta, (10) Hygiea, (52) Europa, (511) Davida und (704) Interamnia die Bahnen der Familienmitglieder beeinflussen und die Familie dadurch im Einflussbereich mehrerer Bahnresonanzen liegt.
(51823) Rickhusband wurde am 6. August 2003 nach dem amerikanischen Astronauten Rick Douglas Husband benannt, der beim Unglück der Raumfähre Columbia am 1. Februar 2003 ums Leben kam. Nach allen Mitgliedern der Columbia-Besatzung wurden Asteroiden benannt: nach Michael Philip Anderson (51824) Mikeanderson, nach David McDowell Brown (51825) Davidbrown, nach Kalpana Chawla (51826) Kalpanachawla, nach Laurel Clark (51827) Laurelclark, nach Ilan Ramon (51828) Ilanramon und nach William Cameron McCool (51829) Williemccool.